# ستيفان بتروف
ستيفان بتروف هو مصارع هاوي بلغاري، ولد في 19 مايو 1936 في ستارا زاغورا في بلغاريا.

## وصلات خارجية
- ستيفان بتروف على موقع قاعدة بيانات المصارعة الدولية (الإنجليزية)
- ستيفان بتروف على موقع أوليمبيديا (الإنجليزية)